# Europese weg 232
De Europese weg 232 of E232 is een Europese weg. De route loopt enkel door Nederland. Hij komt langs de volgende plaatsen:
- Amersfoort
- Harderwijk
- Zwolle
- Meppel
- Hoogeveen
- Assen
- Groningen

Deze Europese weg eindigt bij knooppunt Julianaplein. De weg volgt volledig de Nederlandse A28.
In Groningen is er een aansluiting op de E22. Bij Hoogeveen sluit de E233 aan, en bij Amersfoort is er een aansluiting op de E231 en de E30.
Tot eind jaren zeventig heette deze weg E35. Zanger Roek Williams bezong deze weg in het nummer E35 (Zwolle Amersfoort).

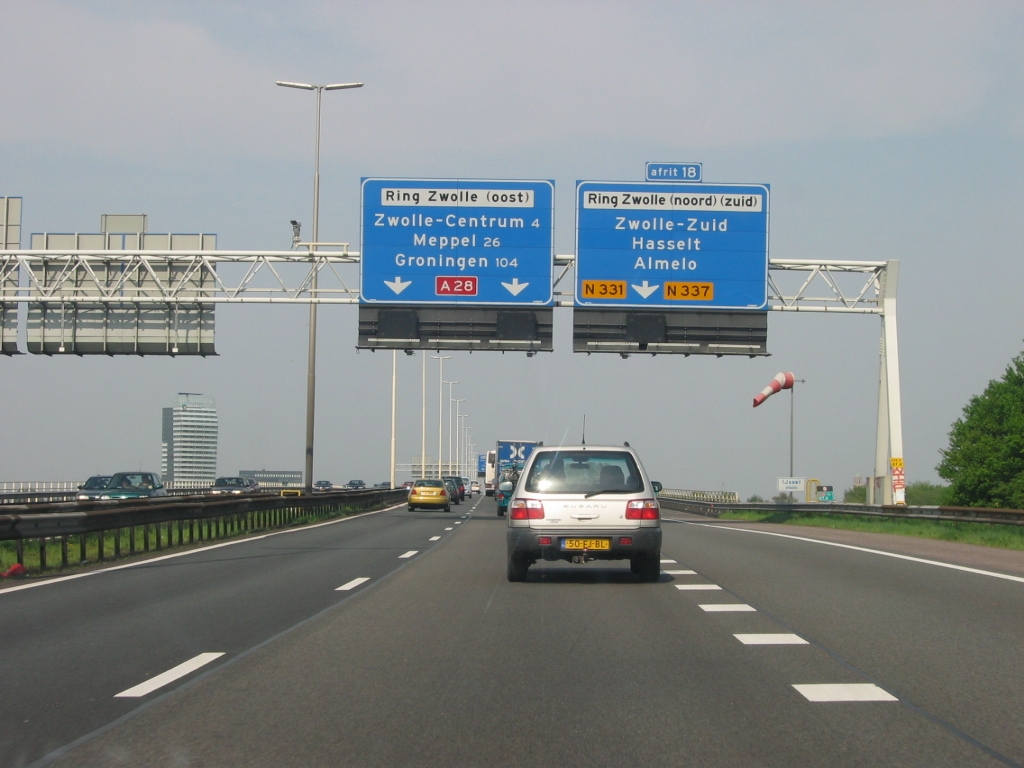
De E232 over de IJsselbrug bij Zwolle